# Estadística matemàtica
L'estadística matemàtica és l'estudi de l'estadística des del punt de vista de la matemàtica fent servir la teoria de la probabilitat i també altres branques de la matemàtica com l'àlgebra lineal i l'anàlisi matemàtica. El terme "estadística matemàtica" està estretament relacionat amb la teoria estadística però també abasta la ciència actuarial i la teoria de la probabilitat no estadística particularment a Escandinàvia. L'estadística matemàtica s'ha inspirat en i ha fet servir molts procediments de l'estadística aplicada. L'estadística té els seus orígens l'any 3000 aC, en l'agricultura i el comerç.